# Hans-Albrecht Herzner
Hans-Albrecht Herzner (* 6. Februar 1907 in Potsdam; † 3. September 1942 in Hohenlychen) war ein deutscher Offizier in der Amt Ausland/Abwehr. Er gehörte zum nationalkonservativen Widerstand gegen Adolf Hitler. Kurz vor dem Überfall auf Polen leitete er das erste Kommandounternehmen der Wehrmacht.

## Leben
Herzners Eltern waren der Architekt Richard Herzner und seine Frau Elisabeth. Unterbrochen vom Ersten Weltkrieg, besuchte Herzner von 1913 bis 1927 das Reform-Realgymnasium in Berlin-Zehlendorf. Nach dem Abitur studierte er ab dem Sommersemester 1927 an der Friedrich-Wilhelms-Universität Berlin. 1928 wurde er im Corps Borussia Berlin aktiv. 1938 wurde er zum Dr. phil. promoviert. Im selben Jahr erhielt er das Band des Corps Frankonia Prag, dessen Altherrenverein nach der Suspension des Prager Senioren-Convents-Verbands in Berlin ansässig war.
Herzner war Reserveoffizier im Infanterie-Regiment 9 (Wehrmacht). Als Zivilist war er vom 1. August 1938 bis zum 1. Oktober 1938 wissenschaftlicher Mitarbeiter beim Oberkommando des Heeres. Anschließend kam er zur Abwehrstelle beim Generalkommando VII. Armeekorps in Breslau. In der Abwehr zog ihn Wilhelm Canaris in sein Umfeld. In den Plänen der Septemberverschwörer war ihm als Leutnant der Reserve die Aufgabe zugeteilt, am 28. September 1938 in einem Stoßtrupp unter Hauptmann Wilhelm Heinz die Reichskanzlei zu stürmen und Hitler in einem fingierten Handgemenge zu erschießen. Herzner diente zu dieser Zeit (wie Hans-Wolfram Knaak) im Bau-Lehr-Regiment z. b. V. 800 mit Sitz in Brandenburg, aus dem die Brandenburg (Spezialeinheit) hervorging. Gemeinsam mit Theodor von Hippel, von dem die eigentliche Idee stammte, hatte er den Auftrag, mit kleinen Kommandounternehmen, die nachrichtendienstlich geschult waren, im Hinterland des Gegners Terror- und Sabotageakte zu verüben.
Für den ursprünglich auf den 26. August 1939 geplanten deutschen Überfall auf Polen hatte er im August 1939 ein Kommando aus Sudetendeutschen aufgestellt und den Auftrag erhalten, den Eisenbahntunnel am Jablunkapass für die 7. Armee (Wehrmacht) für die Durchfahrt deutscher Militärzüge freizuhalten. So reiste er am 24. August 1939 mit gefälschtem Pass als Kaufmann Dr. Heinrich Herzog nach Preßburg, um sich mit fünf Agententrupps zu treffen, um eine mögliche Sprengung des Tunnels zu verhindern. Am 25. August 1939 nachmittags gab Hitler den Befehl zum Angriff für den Folgetag, Herzners Einsatzstelle bei der Abwehr, Abteilung II (Sabotage und Zersetzung) löste die Alarmstufe I aus und am 26. August gegen 0.30 Uhr begannen die K-Gruppen mit der Besetzung des Jablunkapasses. Dabei brachten sie auch etwa 2 000 polnische Soldaten auf dem Bahnhof Jablonka in ihre Gewalt. Obwohl man auf der polnischen Seite das Ausmaß des Anschlages bereits zu dieser Zeit erkannt hatte, wurden keine Gegenmaßnahmen ergriffen, weil der Befehl durch die polnische Armeeführung lautete, jegliche Provokation zu ignorieren. Das Kommando scheiterte jedoch an den polnischen Verteidigern des Tunnels. Die 23 Männer rücken darauf bis zur Bahnstation Mosty vor. Aber der Tunnel konnte gehalten werden, und die deutschen Angreifer wurden vertrieben. Herzner hatte keine Rückzugsnachricht erhalten, als Hitler den Angriffsbefehl wegen des britischen Beistandspakts mit Polen am 25. August abends widerrief. Somit bekam seine Gruppe auch nicht die vereinbarte Unterstützung durch die Wehrmacht. Wilhelm Canaris schlug dennoch Herzner und andere für das Eiserne Kreuz 2. Klasse vor. Wilhelm Keitel verweigerte indes die Verleihung, weil der Krieg noch nicht begonnen hatte. Herzner erhielt das Eiserne Kreuz später.
In der Legion Ukrainischer Nationalisten war Herzner 1940/41 als Oberleutnant Kommandeur des Bataillons Nachtigall. Nach einer Schussverletzung des Rückens gelangte er in die Heilanstalten Hohenlychen, ein Sanatorium der SS. Dort kam er bei einem „mysteriosen Badeunfall“ ums Leben.
Herzner wurde postum zum Hauptmann befördert und erhielt ein Ehrengrab auf dem Ehrenfriedhof Nr. 9 des Neuen Friedhofs Potsdam. Die Grabstätte ist Bestandteil der Soldatengräberanlage des Ersten und Zweiten Weltkrieges. Gepflegt wird sie durch den Bereich Friedhöfe der Stadtverwaltung Potsdam.

## Auszeichnungen

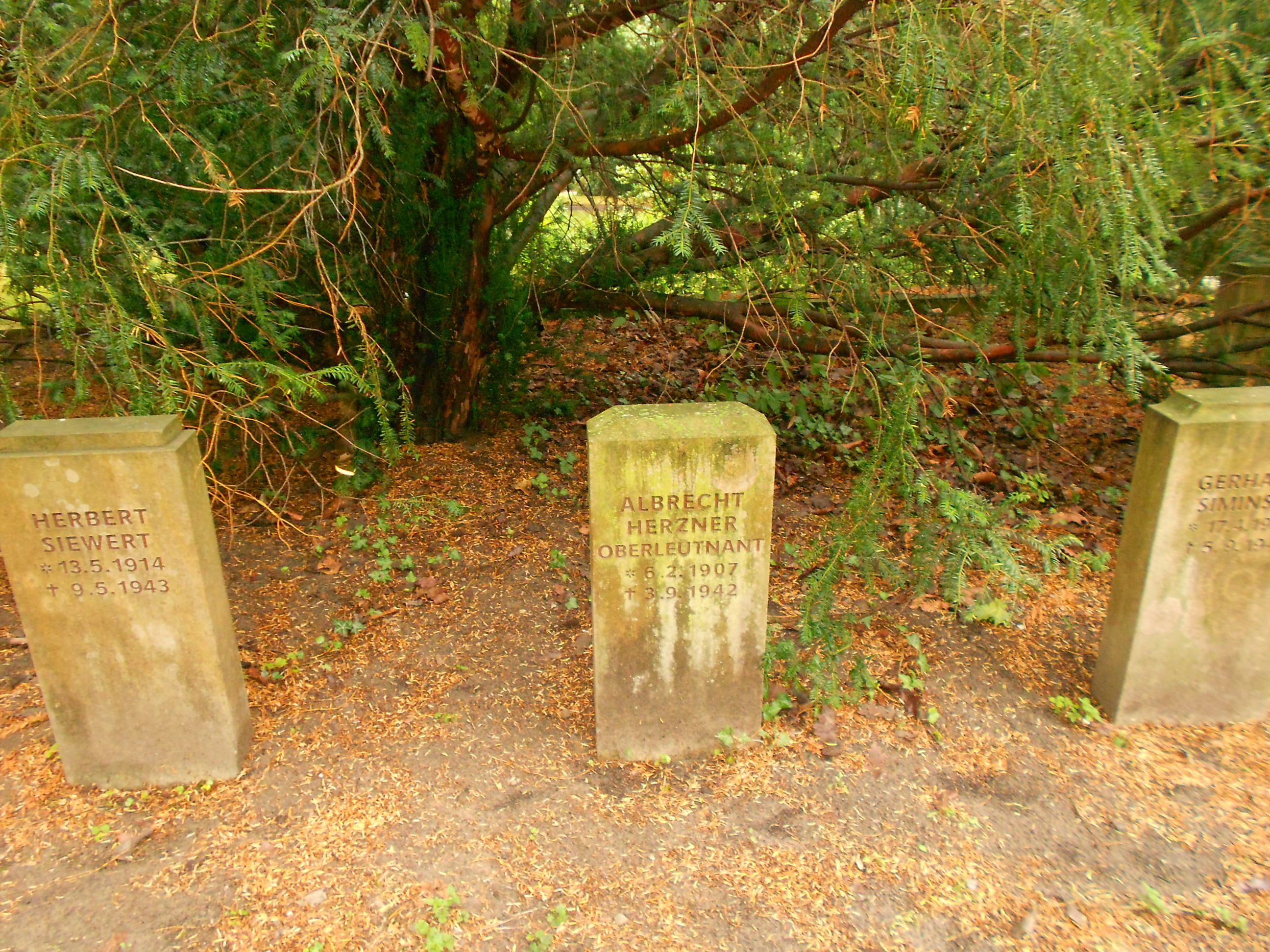
Herzners Grab

- Eisernes Kreuz 2. Klasse
- Infanterie-Sturmabzeichen

## Werke
- Sozialismus und Arbeiterbewegung der Polen im 19. Jahrhundert. Jahrbücher für Geschichte Osteuropas, Verlag Priebatsch Buchhandlung, Breslau 1939. Anfang. (Neudruck der Jahrbücher bei Johnson Reprint Corporation New York).